# Antimima
Genre
Classification phylogénétique
Antimima N.E.Br. est un genre de plante dicotylédone de la famille des Aizoaceae, originaire d'Afrique australe.
Le terme Antimima signifie « imitant », l'objet de cette imitation serait Argyroderma (à vérifier dans le protologue). 

## Protologue et Type nomenclatural
Antimima N.E.Br., in Gard. Chron., ser. 3, 87: 211 (1930)
Type : Antimima dualis (N.E.Br.) N.E.Br. (Mesembryanthemum duale N.E.Br.)

## Caractères généraux
Les membres du genre Antimima sont des plantes vivaces en touffe compacte formant des coussins, parfois rampantes,,.
- Phyllotaxie : opposée-décussée ; entrenœuds généralement assez courts.

- Feuilles : très succulentes ; dimorphisme (voire trimorphisme) foliaire fréquent avec, dans ce cas, une paire de feuilles formant en séchant un étui papyracé pour la paire suivante ; épiderme habituellement cireux.

- Fleurs : solitaires ou en cyme bipare ; parfois parfumées ; 5 sépales, pédoncule muni de bractées ; pétaloïdes roses à pourpres, rarement blancs ; cycle de staminodes présent ; androcée conique ; gynécée 5(-6)-mère.

- Fruit : capsule ; loges à gros tubercules obturateurs ; valves à expanseurs larges et irrégulièrement lobés, atteignant la pointe de la valve.

- Période de croissance : surtout l'hiver.

- Période de floraison : étalée sur l'année avec un pic en hiver ; les fleurs s'ouvrent le matin et se ferment en soirée.

________
Nb : la plupart des espèces du genre Antimima était autrefois intégrée dans le vaste genre Ruschia Schwantes. Antimima se distingue de Ruschia stricto sensu essentiellement par ses locules à gros obturateurs et ses expanseurs larges et lobés, et également par ses gaines papyracées pour les espèces en produisant.

## Écologie et habitat
- Typologie : chamaephyte ; xérophyte.
- Habitat : régions côtières à pluies d'hiver (100-500 mm/an)[1],[2].
- Altitude : ?

## Distribution
- Afrique du Sud
  - Northern Cape : partie occidentale et ponctuellement à l'est[1]
  - Eastern Cape : extrême ouest[1]
  - Free State : ponctuellement à l'ouest[1]
- Namibie
  - Alentours d'Aus et vers le sud[1]

## Mise en culture
La plupart des membres du genre Antimima sont des plantes conciliantes mais sont surtout à croissance hivernale et les espèces à dimorphisme foliaire nécessitent une période de sècheresse estivale marquée.
Multiplication par boutures ou semis.

## Liste des sous-genres
- Antimima subgen. Antimima
- Antimima subgen. Caespitosa Dehn
- Antimima subgen. Clavipes Dehn
- Antimima subgen. Microphylla Dehn
- Antimima subgen. Virgata Dehn

## Liste des espèces
- Antimima addita (L.Bolus) H.E.K.Hartmann
- Antimima alborubra (L.Bolus) Dehn
- Antimima amoena (Schwantes) H.E.K.Hartmann
- Antimima androsacea (Marloth & Schwantes) H.E.K.Hartmann
- Antimima argentea (L.Bolus) H.E.K.Hartmann
- Antimima aristulata (Sond.) Chess. & Gideon F.Sm.
- Antimima aurasensis H.E.K.Hartmann
- Antimima biformis (N.E.Br.) H.E.K.Hartmann
- Antimima bina (L.Bolus) H.E.K.Hartmann
- Antimima bracteata (L.Bolus) H.E.K.Hartmann
- Antimima brevicarpa (L.Bolus) H.E.K.Hartmann
- Antimima brevicollis (N.E.Br.) H.E.K.Hartmann
- Antimima buchubergensis (Dinter) H.E.K.Hartmann
- Antimima compacta (L.Bolus) H.E.K.Hartmann
- Antimima compressa (L.Bolus) H.E.K.Hartmann
- Antimima concinna (L.Bolus) H.E.K.Hartmann
- Antimima condensa (N.E.Br.) H.E.K.Hartmann
- Antimima crassifolia (L.Bolus) H.E.K.Hartmann
- Antimima dasyphylla (Schltr.) H.E.K.Hartmann
- Antimima defecta (L.Bolus) H.E.K.Hartmann
- Antimima dekenahii (N.E.Br.) H.E.K.Hartmann
- Antimima distans (L.Bolus) H.E.K.Hartmann
- Antimima dolomitica (Dinter) H.E.K.Hartmann
- Antimima dualis N.E.Br.
- Antimima eendornensis (Dinter) H.E.K.Hartmann
- Antimima elevata (L.Bolus) H.E.K.Hartmann
- Antimima emarcescens (L.Bolus) H.E.K.Hartmann
- Antimima erosa (L.Bolus) H.E.K.Hartmann
- Antimima evoluta (N.E.Br.) H.E.K.Hartmann
- Antimima excedens (L.Bolus) Klak
- Antimima exsurgens (L.Bolus) H.E.K.Hartmann
- Antimima fenestrata (L.Bolus) H.E.K.Hartmann
- Antimima fergusoniae (L.Bolus) H.E.K.Hartmann
- Antimima gracillima (L.Bolus) H.E.K.Hartmann
- Antimima granitica (L.Bolus) H.E.K.Hartmann
- Antimima hallii (L.Bolus) H.E.K.Hartmann
- Antimima hamatilis (L.Bolus) H.E.K.Hartmann
- Antimima hantamensis (Engl.) H.E.K.Hartmann & Stüber
- Antimima herrei (Schwantes) H.E.K.Hartmann
- Antimima hexamera (L.Bolus) Klak
- Antimima insidens (L.Bolus) Chess.
- Antimima intervallaris (L.Bolus) H.E.K.Hartmann
- Antimima ivori (N.E.Br.) H.E.K.Hartmann
- Antimima karroidea (L.Bolus) H.E.K.Hartmann
- Antimima klaverensis (L.Bolus) H.E.K.Hartmann
- Antimima koekenaapensis (L.Bolus) H.E.K.Hartmann
- Antimima komkansica (L.Bolus) H.E.K.Hartmann
- Antimima lawsonii (L.Bolus) H.E.K.Hartmann
- Antimima leipoldtii (L.Bolus) H.E.K.Hartmann
- Antimima leucanthera (L.Bolus) H.E.K.Hartmann
- Antimima levynsiae (L.Bolus) S.A.Hammer
- Antimima limbata (N.E.Br.) H.E.K.Hartmann
- Antimima lodewykii (L.Bolus) H.E.K.Hartmann
- Antimima loganii (L.Bolus) H.E.K.Hartmann
- Antimima lokenbergensis (L.Bolus) H.E.K.Hartmann
- Antimima longipes (L.Bolus) Dehn
- Antimima luckhoffii (L.Bolus) H.E.K.Hartmann
- Antimima maleolens (L.Bolus) H.E.K.Hartmann
- Antimima maxwellii (L.Bolus) H.E.K.Hartmann
- Antimima menniei (L.Bolus) H.E.K.Hartmann
- Antimima mesklipensis (L.Bolus) H.E.K.Hartmann
- Antimima meyerae (Schwantes) H.E.K.Hartmann
- Antimima microphylla (Haw.) Dehn
- Antimima minima (Tischer) H.E.K.Hartmann
- Antimima minutifolia (L.Bolus) H.E.K.Hartmann
- Antimima modesta (L.Bolus) H.E.K.Hartmann
- Antimima mucronata (Haw.) H.E.K.Hartmann
- Antimima mutica (L.Bolus) H.E.K.Hartmann
- Antimima nobilis (Schwantes) H.E.K.Hartmann
- Antimima nordenstamii (L.Bolus) H.E.K.Hartmann
- Antimima oviformis (L.Bolus) H.E.K.Hartmann
- Antimima papillata (L.Bolus) H.E.K.Hartmann
- Antimima paucifolia (L.Bolus) H.E.K.Hartmann
- Antimima pauper (L.Bolus) H.E.K.Hartmann
- Antimima peersii (L.Bolus) H.E.K.Hartmann
- Antimima perforata (L.Bolus) H.E.K.Hartmann
- Antimima persistens H.E.K.Hartmann
- Antimima pilosula (L.Bolus) H.E.K.Hartmann
- Antimima piscodora (L.Bolus) H.E.K.Hartmann
- Antimima prolongata (L.Bolus) H.E.K.Hartmann
- Antimima propinqua (N.E.Br.) H.E.K.Hartmann
- Antimima prostrata (L.Bolus) H.E.K.Hartmann
- Antimima pumila (Fedde & C.Schust.) H.E.K.Hartmann
- Antimima pusilla (Schwantes) H.E.K.Hartmann
- Antimima pygmaea (Haw.) H.E.K.Hartmann
- Antimima quarzitica (Dinter) H.E.K.Hartmann
- Antimima radicans (L.Bolus) Klak
- Antimima roseola (N.E.Br.) H.E.K.Hartmann
- Antimima saturata (L.Bolus) H.E.K.Hartmann
- Antimima saxicola (L.Bolus) H.E.K.Hartmann
- Antimima schlechteri (Schwantes) H.E.K.Hartmann
- Antimima simulans (L.Bolus) H.E.K.Hartmann
- Antimima sobrina (N.E.Br.) H.E.K.Hartmann
- Antimima solida (L.Bolus) H.E.K.Hartmann
- Antimima stayneri (L.Bolus) H.E.K.Hartmann
- Antimima stokoei (L.Bolus) H.E.K.Hartmann
- Antimima subtruncata (L.Bolus) H.E.K.Hartmann
- Antimima triquetra (L.Bolus) H.E.K.Hartmann
- Antimima tuberculosa (L.Bolus) H.E.K.Hartmann
- Antimima turneriana (L.Bolus) H.E.K.Hartmann
- Antimima vanzylii (L.Bolus) H.E.K.Hartmann
- Antimima varians (L.Bolus) H.E.K.Hartmann
- Antimima ventricosa (L.Bolus) H.E.K.Hartmann
- Antimima verruculosa (L.Bolus) H.E.K.Hartmann
- Antimima viatorum (L.Bolus) Klak
- Antimima virgata (Haw.) Dehn
- Antimima watermeyeri (L.Bolus) H.E.K.Hartmann
- Antimima wittebergensis (L.Bolus) H.E.K.Hartmann